# Oberbesslingen
Oberbesslingen (luxemburgisch Beesslekⓘ, französisch Hautbellain) ist eine Ortschaft in der Gemeinde Ulflingen, Kanton Clerf im Großherzogtum Luxemburg.

## Lage
Oberbesslingen liegt ganz im Norden von Luxemburg nahe der Grenze zu Belgien. Nachbarorte sind im Westen und Norden die beiden belgischen Orte Lomerslaer (Limerlé) und Watermal, im Osten Huldingen und im Süden Niederbesslingen.

## Allgemeines
Oberbesslingen ist ein kleines, ländlich geprägtes Straßendorf. Den Mittelpunkt des Ortes bildet die neugotische Kirche St. Cornelius. Seit 1895 besitzt der Ort einen Bahnhof an der bereits 1867 eröffneten Bahnstrecke Luxemburg–Spa.